# Matilde de Canossa
Matilde de Canossa (en latín: Mathildis; Mantua, 1046-Bondeno di Roncore, 24 de julio de 1115), llamada la Gran Condesa o también conocida como Matilde de Toscana, fue una noble italiana, que destacó como la mayor aliada del papa Gregorio VII durante la Querella de las Investiduras y participó en la mediación entre el citado papa y el emperador Enrique IV en la llamada humillación de Canossa. 
Matilde de Canossa, también duquesa y margravina, fue una poderosa señora feudal y una de las mujeres más influyentes de la Edad Media por sus actuaciones políticas y militares. Llegó a dominar todos los territorios italianos al norte de los Estados de la Iglesia. En 1076 tomó posesión de un vasto territorio que comprendía Lombardía, Emilia-Romaña y la Toscana, con su centro en Canossa.
Era hija del marqués Bonifacio III de Toscana y de Beatriz de Lotaringia, hija a su vez de Federico II, duque de la Alta Lotaringia.
Se casó en 1071 con Godofredo, llamado "el Jorobado", duque de la Baja Lotaringia, que murió en 1076, y posteriormente se volvió a casar en 1089 con Guelfo II, duque de Baviera.
Murió de gota en 1115. Fue enterrada en la Abadía de San Benedicto Polirone en San Benedetto Po, pero en 1633, por voluntad del papa Urbano VIII, fueron trasladados sus restos al Castillo Sant'Angelo en Roma.
Finalmente, en 1645, la trasladaron de nuevo a la Basílica de San Pedro en el Vaticano, a una suntuosa tumba esculpida por Bernini, siendo una de las pocas mujeres, junto con la reina Cristina de Suecia, que se encuentran sepultadas allí.

## Infancia
En una miniatura de principios del siglo XII Vita Mathildis por el monje Donizo (o, en italiano, Donizone), Matilde es nombrada como 'Matilde Resplandeciente' (Mathildis Lucens). Dado que la palabra latina lucens es similar a lucensis (de Lucca), esto también puede ser una referencia a los orígenes de Matilde. Descendía del noble Sigfrido de Lucca y era la más joven de los tres hijos del Margrave Bonifacio III de Toscana, gobernante de un territorio importante en el norte de Italia y uno de los vasallos más poderosos del emperador del Sacro Imperio Romano Germánico Enrique III. La madre de Matilde, Beatriz de Lorena, era la primera prima del Emperador y estaba estrechamente relacionada con la casa imperial. Reconocida por su ilustración, Matilde sabía leer y escribir en latín y tenía fama de hablar alemán y francés.  Se debate el alcance de la educación de Matilde en asuntos militares. Se ha afirmado que le enseñaron estrategia, tácticas, montar y blandir armas, pero estudios recientes desdicen estas afirmaciones.
Tras la muerte de su padre en 1052, el hermano de Matilde, Federico, heredó las tierras y títulos familiares bajo la regencia de su madre. La hermana de Matilde, Beatriz, murió al año siguiente, haciendo a Matilde heredera de las posesiones personales de Federico. En 1054, decidida a salvaguardar los intereses de sus hijos y los suyos, su madre se casó con Godofredo el Barbudo, un pariente lejano que había sido despojado del Ducado de Alta Lorena después de rebelarse abiertamente contra el emperador Enrique III.
Enrique se enfureció al enterarse de la unión no autorizada de Beatriz de Lorena con su adversario más vigoroso y aprovechó la oportunidad para arrestarla, junto con Matilde, cuando marchó hacia el sur para asistir a un sínodo en Florencia en Pentecostés de 1055. La sospechosa muerte de Federico poco después convirtió a Matilde en el último miembro de la Casa de Canossa. Madre e hija fueron llevadas a Alemania, pero Godofredo logró evitar que fueran detenidas. Incapaz de derrotarlo, Enrique buscó un acercamiento. La muerte del emperador en octubre de 1056, que llevó al trono al menor de edad Enrique IV, parece haber acelerado las negociaciones. Godofredo se reconcilió con la corona y fue reconocido como Margrave de Toscana en diciembre, mientras que Beatriz y Matilde fueron liberadas. Cuando ella y su madre regresaron a Italia en compañía del papa Víctor II, Matilde fue reconocida formalmente como heredera del señorío territorial más grande en la parte meridional del Imperio.
La madre y el padrastro de Matilde se involucraron mucho en la serie de elecciones papales disputadas durante su regencia, apoyando las reformas gregorianas. El hermano de Godofredo, Federico, se convirtió en el papa Esteban IX, mientras que los dos papas siguientes, Nicolás II y Alejandro II, habían sido obispos toscanos. Matilde hizo el primer viaje a Roma con su familia en el séquito de Nicolás en 1059. Godofredo y Beatriz los ayudaron activamente a tratar con los antipapas, mientras que el papel de la adolescente Matilde sigue sin estar claro. Un relato contemporáneo de la expedición de 1067 de su padrastro contra el príncipe Ricardo I de Capua en nombre del papado menciona la participación de Matilde en la campaña, describiéndola como el "primer servicio que la hija más excelente de Bonifacio ofreció al bendito príncipe de los apóstoles".

## Primer matrimonio

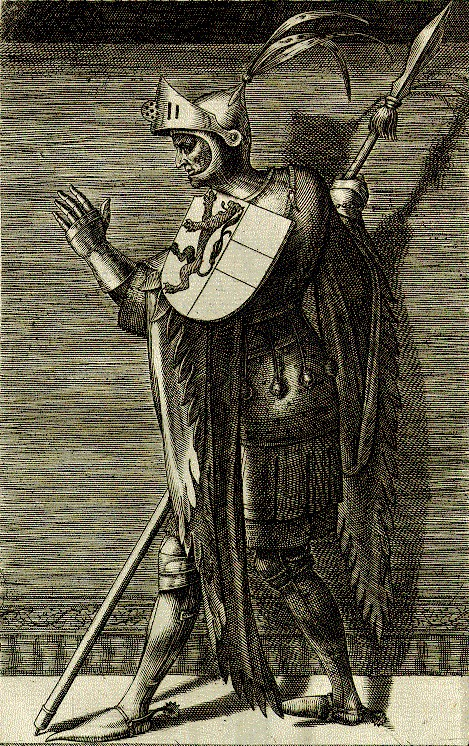
Godofredo el Jorobado

En 1069, Godofredo el Barbudo yacía muriendo en Verdun. Beatriz y Matilde se apresuraron a llegar a Lorena, ansiosas por garantizar una transición suave del poder. Matilde estuvo presente en el lecho de muerte de su padrastro, y en esa ocasión se la menciona claramente por primera vez como la esposa de su hermanastro, Godofredo el Jorobado, con quien había estado comprometida desde la infancia. El matrimonio resultó ser un fracaso; la muerte de su único hijo (una hija llamada Beatriz) poco después del nacimiento en agosto de 1071 y la deformidad física de Godofredo pueden haber contribuido a la profunda animosidad entre los cónyuges.
A finales de 1071, Matilde abandonó a su marido y regresó a la Toscana. La audaz decisión de Matilde de repudiar a su esposo tuvo un costo, pero aseguró su independencia. Beatriz comenzó a preparar a Matilde para el gobierno al juzgar conjuntamente con ella y, finalmente, alentarla a enviar cartas por su cuenta como condesa (comitissa) y duquesa (ducatrix).
Godofredo protestó ferozmente por la separación y exigió que Matilde volviera con él, lo que ella rechazó repetidamente. El duque viajó a Italia en 1072, decidido a hacer cumplir el matrimonio. Buscó la ayuda tanto de la madre de Matilde como de su aliado, el recién elegido papa Gregorio VII, prometiendo ayuda militar a este último. La resolución de Matilde fue inquebrantable, y Godofredo regresó solo a Lorena, perdiendo toda esperanza para 1074. En lugar de apoyar al papa como había prometido, Godofredo volvió su atención a los asuntos imperiales. Mientras tanto, el conflicto, más tarde conocido como la Querella de las investiduras, se estaba gestando entre Gregorio y Enrique, con ambos hombres reclamando el derecho de nombrar obispos y abades dentro del Imperio. Matilde y Godofredo se encontraron pronto en lados opuestos de la disputa, lo que condujo a una mayor depreciación de su difícil relación. Los cronistas alemanes, al escribir sobre el sínodo celebrado en Worms en enero de 1076, incluso sugirieron que Godofredo inspiró la acusación de Enrique de un romance licencioso entre Gregorio y Matilde.

## Viudez
Matilde quedó viuda el 26 de febrero de 1076. Godofredo el Jorobado fue asesinado en Flandes mientras "respondía al llamamiento de la naturaleza". Tras haber sido acusada de adulterio con el papa el mes anterior, se sospechaba que Matilde había ordenado la muerte de su marido. Sin embargo, no podría haber sabido sobre los procedimientos en el Sínodo de Worms en ese momento, ya que la noticia tardó tres meses en llegar al papa, y es más probable que Godofredo fuera asesinado por instigación de un enemigo más cercano a él. En dos meses, Beatriz también estaba muerta. El poder de Matilde aumentó considerablemente por estas muertes; ahora era la heredera indiscutible de todas las tierras de sus padres. Su herencia habría sido amenazada si Godofredo hubiera sobrevivido a su madre, pero ahora disfrutaba del estatus privilegiado de viuda, y parecía poco probable que Enrique la invistiera formalmente con el matrimonio.
Entre 1076 y 1080, Matilde viajó a Lorena para reclamar la propiedad de su esposo en Verdun, que él había querido (junto con el resto de su patrimonio) que pasase al hijo de su hermana Ida, Godofredo de Bouillon. Godofredo de Bouillon también disputó su derecho a Stenay y Mosay, que su madre había recibido como dote. La disputa entre tía y sobrino sobre el condado episcopal de Verdun fue finalmente resuelta por Teoderico, obispo de Verdun, que gozaba del derecho de nombrar a los condes. Fácilmente se puso a favor de Matilde, ya que tal veredicto complacía tanto al papa Gregorio como al Emperador Enrique. Matilde procedió luego a confesar a Verdun con el primo pro reforma de su esposo, Alberto III de Namur. Se cree que la profunda animosidad entre Matilde y su sobrino le impidió viajar a Jerusalén durante la Primera Cruzada, dirigida por él a fines de la década de 1090.

## Querella de las Investiduras

Enrique IV arrodillado ante Matilde de Canossa, en presencia del abad Hugo de Cluny (Cod. Vat. lat. 4922, 1115).

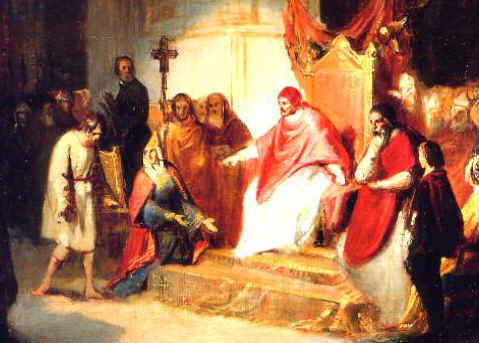
Enrique IV delante de Gregorio VII en Canossa. Obra de Carlo Emanuelle, c. 1630.

El desacuerdo entre el papa Gregorio VII y el rey Enrique IV culminó con las secuelas del Sínodo de Worms en febrero de 1076. Gregorio excomulgó a Enrique, liberando a todos sus súbditos de su lealtad y proporcionando la razón perfecta para la rebelión contra su gobierno. Los príncipes insubordinados del sur de Alemania se reunieron en Trebur, esperando al papa. El primer esfuerzo militar de Matilde, así como la primera tarea importante como gobernante, consistió en proteger al papa durante su peligroso viaje hacia el norte. Gregorio no podía confiar en nadie más; Como única heredera del patrimonio otónida, Matilde controlaba todos los pasos Apeninos y casi todos los demás que conectaban el centro de Italia con el norte. Los obispos lombardos, que también habían sido excomulgados por participar en el sínodo y cuyas tierras bordeaban el dominio de Matilde, estaban ansiosos por capturar a Gregorio. Gregorio era consciente del peligro y registró que todos sus asesores, excepto Matilde, le aconsejaron que no viajara a Trebur.
Enrique, sin embargo, tenía otros planes. Decidió descender a Italia e interceptar a Gregorio, quien se retrasó así. Los duques alemanes celebraron un consejo entre ellos e informaron al rey que tenía que someterse al papa o ser reemplazado. Los predecesores de Enrique trataron fácilmente con problemáticos pontífices: simplemente los depusieron, y los obispos lombardos excomulgados se regocijaron ante esta perspectiva. Cuando Matilde se enteró de que se acercaba Enrique, instó a Gregorio a refugiarse en el castillo de Canossa, la fortaleza epónima de su familia. Gregorio siguió su consejo. Pronto se hizo evidente que la intención detrás del camino de Enrique a Canossa era hacer  penitencia. El 25 de enero de 1077, el rey estaba descalzo en la nieve ante las puertas del castillo de Matilde, acompañado por su suegra, Adelaida de Susa. Permaneció allí, humilde, hasta el 28 de enero, cuando Matilde convenció al papa para que lo viera, un episodio conocido como la Humillación de Canossa. Matilde y Adelaida negociaron un acuerdo entre ambos hombres. Enrique fue aceptado de nuevo en el seno de la Iglesia, con las margravinas actuando como patrocinadores y jurando formalmente el acuerdo.
En 1079, Matilde le dio al papa todos sus dominios, desafiando abiertamente las afirmaciones de Enrique IV tanto como señor supremo de algunos de esos dominios, como por ser su pariente cercano. Dos años después, la fortuna del papado y el imperio volvió a cambiar: en 1080, Enrique IV convocó a un consejo en Brixen, que depuso a Gregorio VII. Al año siguiente, el Emperador decidió viajar nuevamente a Italia para restablecer su señorío sobre sus territorios. También declaró a Matilde, a causa de su donación de 1079 a la Iglesia, proscrita y es expulsada del Imperio; aunque esto no fue suficiente para eliminarla como una fuente de problemas, ya que retuvo importantes propiedades aliadas. El 15 de octubre de 1080, las tropas imperiales (al mando de Guibert de Rávena, recién elegido Antipapa Clemente III) derrotaron cerca de Volta Mantovana a las fuerzas leales a Gregorio VII dirigidas por Matilde. Esta fue la primera derrota militar sería de Matilde (batalla  de Volta Mantovana).
Matilde, sin embargo, no se rindió. Mientras Gregorio VII se veía obligado a exiliarse, ella, manteniendo el control sobre todos los pasos occidentales en los Apeninos, podría obligar a Enrique IV a acercarse a Roma a través de Rávena; incluso con esta ruta abierta, al Emperador le resultaría difícil asediar Roma con un territorio hostil a sus espaldas. En diciembre de 1080, los ciudadanos de Lucca, entonces la capital de la Toscana, se rebelaron y expulsaron a su aliado, el obispo Anselmo. Se cree que encargó el famoso Ponte della Maddalena, donde la Via Francigena cruza el río Serchio en Borgo a Mozzano, justo al norte de Lucca.
Matilde siguió siendo el principal intermediario del papa Gregorio VII para la comunicación con el norte de Europa, incluso cuando perdió el control de Roma y se escondió en el Castillo de Sant'Angelo. Después de que Enrique se apoderara del sello papal, Matilde escribió a sus partidarios en Alemania solo para confiar en los mensajes papales que le llegaron.
El control de Roma por parte de Enrique IV le permitió entronizar al antipapa Clemente III, quien, a su vez, lo coronó emperador. Después de esto, Enrique IV regresó a Alemania, dejando que sus aliados intentaran el despojo de Matilde. Estos intentos fracasaron después de que Matilde (con ayuda de la ciudad de Bolonia) los derrotara en Sorbara, cerca de Módena, el 2 de julio de 1084.
Gregorio VII murió en 1085, y las fuerzas de Matilde, con las del príncipe Jordan I de Capua (su enemigo de vez en cuando), salieron al campo en apoyo de un nuevo papa, Víctor III. En 1087, Matilde dirigió una expedición a Roma en un intento de instalar a Víctor, pero la fuerza del contraataque imperial pronto convenció al papa de retirarse de la ciudad.

## Segundo matrimonio
En 1088, Matilde se enfrentó a un nuevo intento de invasión por parte de Enrique IV y decidió adelantarse mediante un matrimonio político. En 1089 Matilde (en sus primeros cuarenta años) se casó con Güelfo V, que probablemente tenía entre quince y diecisiete años. Güelfo era heredero del ducado de Baviera y miembro de la Casa de Welf: los Guelfos fueron importantes partidarios papales desde el siglo XI hasta el XV en su conflicto con los emperadores alemanes. La boda de Matilde y Güelfo era parte de una red de alianzas aprobadas por el nuevo papa, Urbano II, para contrarrestar efectivamente a Enrique IV.
Cosmas de Praga (escritor de principios del siglo XII), incluyó una carta en su Chronica Boemorum, que afirmó que Matilde envió a su futuro esposo, pero que ahora se considera espuria:

No por ligereza o imprudencia femenina, sino por el bien de todo mi reino, te envío esta carta: aceptando, te llevas conmigo y la regla sobre toda Lombardía. Te daré tantas ciudades, tantos castillos y palacios nobles, tanto oro y plata, que tendrás un nombre famoso, si te enamoras de mí; no me reproches por audacia porque primero te dirijo con la propuesta. Es una razón para que tanto hombres como mujeres deseen una unión legítima, y no hace ninguna diferencia si el hombre o la mujer abordan la primera línea de amor, aunque se busque un matrimonio indisoluble. Adiós.
Chronica Boemorum, Cosmas de Praga

Después de esto, Matilde envió un ejército de miles a la frontera de Lombardía para escoltar a su novio, lo recibió con honores y, después del matrimonio (mediados de 1089), organizó 120 días de festividades de boda, con tanto esplendor que dejó a cualquier otro gobernante medieval pálido en comparación.
Cosmas también informa que durante dos noches después de la boda, Güelfo V, temiendo la brujería, se negó a compartir la cama matrimonial. El tercer día, Matilde apareció desnuda en una mesa especialmente preparada sobre caballetes, y le dijo que todo está frente a usted y que no hay malicia oculta. Pero el duque estaba estupefacto; Matilde, furiosa, le abofeteó y le escupió en la cara, burlándose de él: Sal de aquí, monstruo, no mereces nuestro reino, vil cosa, más vil que un gusano o un alga podrida, no dejes que te vea de nuevo, o te vas a morir una muerte miserable... Matilde y su joven esposo se separaron unos años más tarde (1095); No tuvieron hijos.
Más tarde, Matilde se alió con los dos hijos de Enrique IV, Conrado y Enrique, que se rebelaron contra su padre. Esto obligó a Enrique a regresar a Italia, donde persiguió a Matilde hacia las montañas. Fue humillado ante Canossa, esta vez en una derrota militar en octubre de 1092, de la cual su influencia en Italia nunca se recuperó.

## Victoria final contra Enrique IV
Después de varias victorias, incluida una contra los sajones, Enrique IV preparó en 1090 su tercera campaña a Italia, para infligir la derrota final a la Iglesia. Su ruta era la habitual, Brennero y Verona, a lo largo de la frontera de las posesiones de Matilde, que comenzó fuera de las puertas de las ciudades. Los ejércitos opuestos se encontrarían cerca de Mantua. Matilde aseguró la lealtad de la gente del pueblo al eximirlos de algunos impuestos, como el teloneo y el ripatico , y con la promesa de la franquicia lombarda, que conlleva los derechos de cazar, pescar y cortar madera en ambas orillas del río Tártaro.
El pueblo de Mantua estuvo al lado de Matilde hasta la llamada "traición del Jueves Santo", cuando la gente del pueblo, conquistada por concesiones adicionales de Enrique, que mientras tanto había asediado la ciudad, se puso del lado de éste. En 1092 Matilde escapó a los Apeninos y sus fortalezas más inexpugnables. Desde los tiempos de Adalbert Atto, el poder de la familia Canossa se había basado en una red de castillos, fortalezas y aldeas fortificadas en Val d'Enza, formando una compleja defensa poligonal que siempre había resistido todo ataque de los Apeninos. Después de varias batallas sangrientas con derrotas mutuas, el poderoso ejército imperial fue rodeado.
A pesar de su temible poder, el ejército imperial fue derrotado por los lugartenientes de Matilde. Entre ellos había pequeños terratenientes y poseedores de aldeas fortificadas, que permanecieron completamente leales a los Canossa incluso contra el Sacro Emperador Romano. Su familiaridad con el territorio, sus rápidas comunicaciones y maniobras a todos los lugares altos del Val d'Enza les dieron la victoria sobre el ejército de Enrique. Parece que Matilde participó personalmente, con un puñado de hombres fieles elegidos, en la batalla, galvanizando a los aliados con el grito de la Guerra Justa. El ejército imperial fue tomado como en una trampa en un serpenteante arroyo de montaña. La importancia general de la derrota de Enrique fue más que una derrota militar. El emperador se dio cuenta de que era imposible penetrar en esos lugares, completamente diferente de las llanuras del valle del Po o de las casas de la torre de Sajonia, desde donde los defensores podían descargar sobre cualquiera que se acercara proyectiles de todo tipo: lanzas, flechas, tal vez incluso aceite hirviendo, jabalinas, piedras.
Después de la victoria de Matilde, varias ciudades, como Milán, Cremona, Lodi y Piacenza, se unieron a ella para liberarse del dominio imperial. En 1093, el hijo mayor del emperador, Conrado, apoyado por el papa, Matilde y un grupo de ciudades lombardas, fue coronado rey de Italia. Matilde liberó e incluso dio refugio a la esposa de Enrique IV, Eufrasia de Kiev, quien, a instancias del papa Urbano II, hizo una confesión pública ante el Concilio de Piacenza. Ella acusó a su esposo de encarcelarla en Verona, después de obligarla a participar en orgías y, según algunos relatos posteriores, de intentar una misa negra sobre su cuerpo desnudo. Gracias a estos escándalos y división dentro de la familia imperial, el prestigio y el poder de Enrique IV se debilitaron cada vez más.
En 1095, Enrique intentó revertir su fortuna apoderándose del castillo de Nogara, pero la llegada de la condesa a la cabeza de un ejército lo obligó a retirarse. En 1097, Enrique se retiró de Italia por completo, después de lo cual Matilde reinó prácticamente sin oposición, aunque continuó lanzando operaciones militares para restaurar su autoridad y recuperar el control de las ciudades que habían permanecido leales al emperador. Con la ayuda de los ejércitos franceses que se dirigían a la Primera Cruzada, finalmente pudo restaurar a Urbano en Roma. En 1099 adoptó como hijo y heredero al cruzado Guido Guerra I, hijo de su aliado el noble toscano Guido IV Guidi. Ella ordenó o dirigió expediciones exitosas contra Ferrara (1101), Parma (1104), Prato (1107) y Mantua (1114).

## Virreina de Italia
Enrique IV murió en 1106 y después de la deposición y muerte de Conrado (1101), su segundo hijo y nuevo emperador del Sacro Imperio Romano, Enrique V, comenzó a luchar contra la Iglesia e Italia. Esta vez, la actitud de Matilde contra la casa imperial tuvo que cambiar y aceptó la voluntad del Emperador. En 1111, en su camino de regreso a Alemania, Enrique V la conoció en el castillo de Bianello, cerca de Reggio Emilia. Matilde le confirmó los derechos de herencia sobre los feudos que Enrique IV le impugnó, terminando así una pelea que había durado más de veinte años. Enrique V le concedió a Matilde un nuevo título: entre el 6 y el 11 de mayo de 1111 el emperador coronó a Matilde como vicario imperial y virreina de Italia. Este episodio fue el paso decisivo hacia el Concordato de Worms.

## Fundación de iglesias
Según la leyenda, se dice que Matilde de Canossa fundó cien iglesias. Los documentos y la leyenda local identifican más de cien iglesias, monasterios, hospicios y puentes construidos o restaurados entre los Alpes y Roma por Matilde y su madre, Beatriz. Hoy, las iglesias y monasterios de las regiones de Lombardía, Reggio Emilia, Toscana e incluso el Véneto le atribuyen su fundación. Construidas originalmente como hospicios para viajeros adjuntos, estas iglesias crearon una red que unía a los partidarios de la reforma gregoriana de la Iglesia romana que Matilde apoyó. Esta red también proporcionó protección para los peregrinos, comerciantes y viajeros que asistieron al Renacimiento en la cultura que ocurrió en los siglos posteriores a la muerte de Matilde.
La mayoría de estas iglesias continúan siendo hoy centros vitales de sus comunidades. Incluyen iglesias rurales ubicadas a lo largo de los ríos Po y Arno, y sus afluentes; iglesias construidas a lo largo de los pasos montañosos de los Apeninos que la familia de Matilde controlaba y las que se encuentran a lo largo de las antiguas carreteras de la vía Emilia, la vía Cassia, la vía Aurelia y la Vía Francígena. Entre estos se encuentran los monumentos enumerados por la UNESCO como patrimonio de nuestro mundo, incluidas las iglesias de Florencia, Ferrara, Lucca, Mantua, Módena, Pisa, Verona y Volterra. Su legado cultural es enorme en todo el norte de Italia.

## Muerte
La muerte de Matilde por gota en 1115 en Bondeno di Roncore marcó el final de una era en la política italiana. El monje Donizo por aquel año terminó la obra que dedicó a su vida: Vita Mathildis.
Se informa ampliamente que ella legó sus tierras al papa. Inexplicablemente, sin embargo, esta donación nunca fue reconocida oficialmente en Roma y no existe ningún registro de ella. Enrique V había prometido a algunas de las ciudades de su territorio que no nombraría sucesor después de que la depusiera. En su lugar, los principales ciudadanos de estas ciudades tomaron el control y comenzó la era de las ciudades-estado en el norte de Italia.
Al principio, Matilde fue enterrada en la Abadía de San Benedetto en Polirone, ubicada en la ciudad de San Benedetto Po; luego, en 1633, a instancias del papa Urbano VIII, su cuerpo fue trasladado a Roma y colocado en el castillo de Sant'Angelo. Finalmente, en 1645 sus restos fueron depositados definitivamente en el Vaticano, donde ahora se encuentran en la Basílica de San Pedro. Ella es una de las seis mujeres que tienen el honor de ser enterradas en la basílica, las otras son la reina Cristina de Suecia, María Clementina Sobieska (esposa de Jacobo Francisco Eduardo Estuardo), santa Petronilla, la reina Carlota de Chipre y Agnesina Colonna Caetani.
Una tumba conmemorativa para Matilde, encargada por el papa Urbano VIII y diseñada por Gianlorenzo Bernini, marca el lugar de enterramiento en San Pedro y a menudo se la llama Honor y Gloria de Italia.
Después de su muerte, un aura de leyenda rodeó a Matilde. Los historiadores de la Iglesia le dieron el carácter de una semi-monja, dedicada exclusivamente a la contemplación y la fe. Algunos argumentan, en cambio, que ella era una mujer de fuertes pasiones de naturaleza espiritual y carnal (indicada por sus supuestos asuntos con los papas Gregorio VII y Urbano II).

## Sucesión
| Predecesor: Godofredo III | Margravina de Toscana 1076-1115 | Sucesor: Guido Guerra II |